# Arkagyij Iszaakovics Rajkin
Arkagyij Iszaakovics Rajkin (Арка́дий Исаа́кович Ра́йкин, Riga, 1911. október 11. (24.) – Moszkva, 1987. december 17.) orosz származású szovjet színművész, rendező, konferanszié.

## Pályafutása
Egy rigai fakereskedő családban született. Kezdetben laboratóriumi technikusként dolgozott, majd 1935-ben szerzett képesítést a leningrádi Színművészeti Főiskolán, később pantomimszínészként kezdte pályafutását a Lenini Komszomol Színházban, ezt követően a Drámai Színház művésze lett.
1939-ben, Leningrádban megalapította az Esztrád Színházat, melynek hamar művészeti vezetője lett. A második világháború alatt frontszínészként tevékenykedett. Előadásai egyedi humora és előadásmódja miatt hamar népszerűek lettek. Bár többször vádolták meg szovjetellenességgel, több szovjet pártvezető (pl. Hruscsov) is eljárt a később Miniatűr Színház néven ismert teátrum előadásaira. Ismertté egyperces rövid miniatűr-előadásai tették, amelyekben általános élethelyzeteket ábrázolt. Ezeket többségében Mihail Zsvanyeckij írta.
1984-ben átment Moszkvába, ahol Szatyirikon néven működtette színházát. Pályafutása során többször járt Magyarországon, először 1961-ben. Ügyelt arra, hogy vendégszereplésein az adott ország nyelvén is előadjon. Magyarországon a „Válámi ván, dé ném áz igázi” mondattal vált legendássá.
Időskori szívbetegségét többször kezelték Balatonfüreden. A novogyevicsi temetőben helyezték örök nyugalomba.
Halála után fia, Konsztantyin vitte tovább a Szatyirikont.

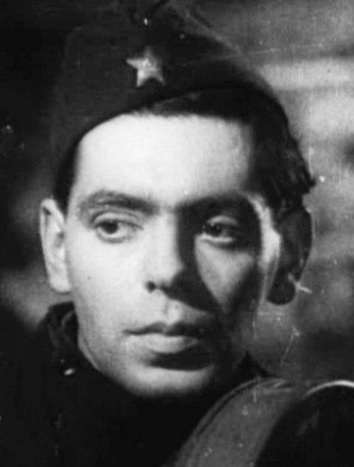
Rajkin 1942-ben, egyik filmszerepében, szovjet katonaként.
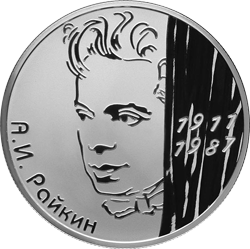
Rajkin 100. születésnapja alkalmából az orosz jegybank által kibocsátott 2 rubel névértékű ezüst emlékérme.
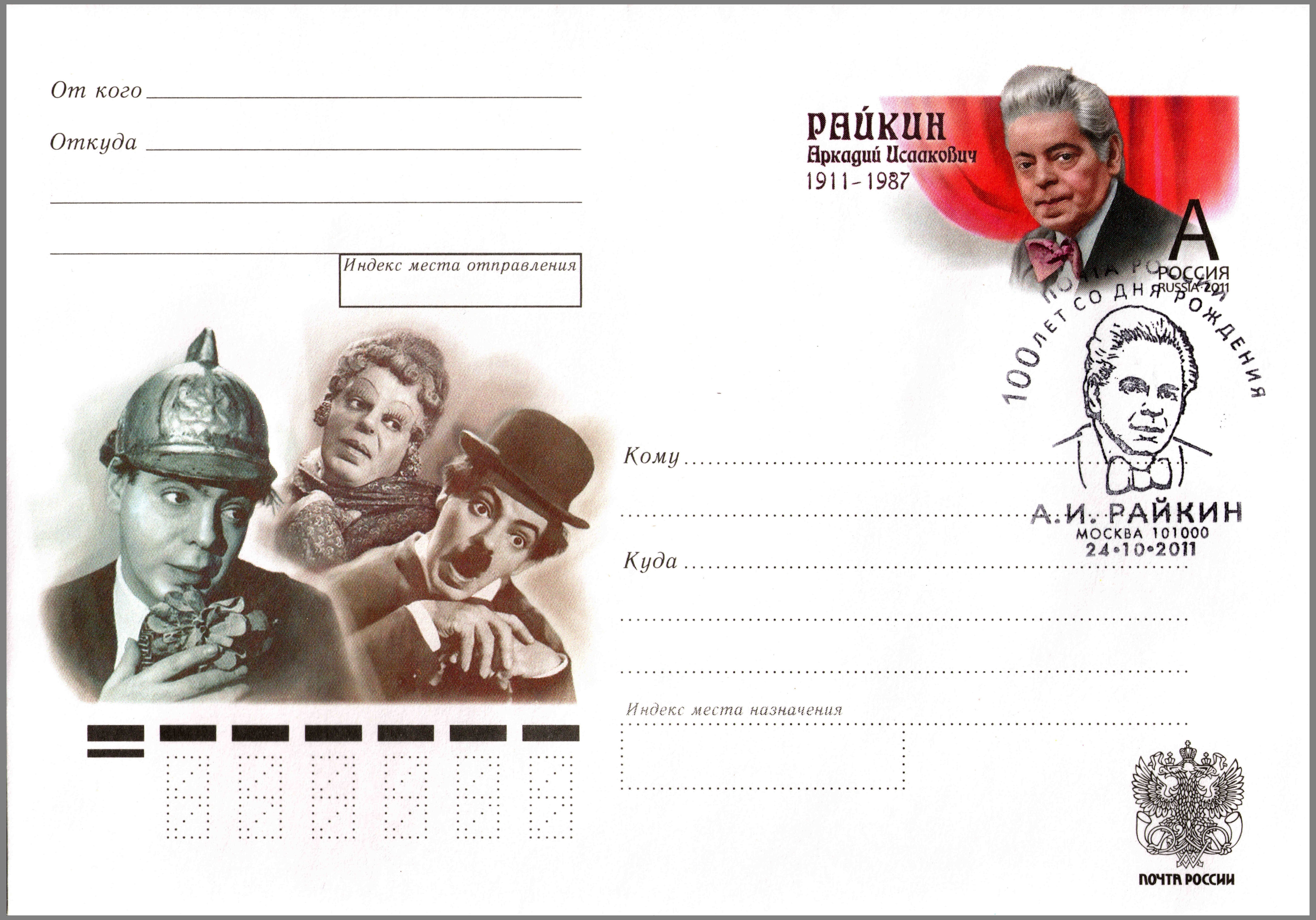
Az Orosz Posta által kibocsátott emlék postakész boríték Rajkin 100. születésnapja alkalmából.

## Filmszerepek
- 1938 – Огненные годы
- 1939 – Доктор Калюжный
- 1954 – Мы с Вами где-то встречались
- 1964 – Когда песня не кончается
- 1970 – Волшебная сила искусства
- 1974 – Люди и манекены (forgatókönyvíró-, rendezőként is)